# 한국여자프로농구 2002 겨울리그
한국여자프로농구 2002 겨울리그(스폰서의 이름을 딴 NEW 국민은행배 겨울리그라고도 알려진)는 한국여자프로농구의 여덟 번째 시즌이다. 2001년 12월 17일부터 3월 13일까지 6개 연고지와 서울, 영천에서 진행되었다.

## 변경된 점
- 여자프로농구 사상 최초로 올스타전을 2월1일 장충체육관에서 개최하기로 했다.[1]
- 지난 여름리그와 큰 변화는 없으나 홈구장에서 2연전을 갖고 원정을 떠나도록 한 점이 특징이다.[2]
- 연봉총액상한선(샐러리캡)을 종전 4억5000만원에서 5억원으로 5000만원 인상했으며, 고등학교 졸업 신인의 최저 연봉도 1650만원(종전 1500만원)으로 인상했다.[3]
- 키 185cm 이상 선수만 영입할 수 있도록 한 외국인 선수 선발규정을 철폐했다.[4]

## 정규리그
정규리그는 2001년 12월 17일 개막하였으며, 2002년 2월 24일까지 진행되었다. 천안 KB 세이버스가 정규리그 우승을 차지했다.
| 순위 | 팀                     | 경기 | 승 | 패 | 승차 | 참가 자격 및 강등 |
| ---- | ---------------------- | ---- | -- | -- | ---- | ----------------- |
| 1    | 천안 극민은행 세이버스 | 25   | 16 | 9  | —    | 플레이오프 진출   |
| 2    | 부천 신세계 쿨캣       | 25   | 15 | 10 | 1    | 플레이오프 진출   |
| 3    | 용인 삼성생명 비추미   | 25   | 13 | 12 | 3    | 플레이오프 진출   |
| 4    | 청주 현대 하이페리온   | 25   | 13 | 12 | 3    | 플레이오프 진출   |
| 5    | 춘천 우리은행 한새     | 25   | 10 | 15 | 6    |                   |
| 6    | 인천 금호생명 팰컨스   | 25   | 8  | 17 | 8    |                   |